# Ara i aquí
Ara i aquí és el segon àlbum de Lluís Llach aparegut el 1970.
Aquest disc va ser enregistrat en directe al Palau de la Música el 13 de desembre de 1969. La configuració original del disc, amb cançons en directe, només es va editar en les primeres edicions de Movieplay (referències S-26.030 i 17.0839/2 en LP). Per tant, mai s'ha editat en compact disc.

## Cançons (versió original)
1. Per un tros del teu cos
2. Cant miner
3. L'estaca (Instrumental)
4. Cal que neixin flors a cada instant
5. Damunt d'una terra
6. Aquell vaixell
7. Jo sé
8. Irene
9. Respon-me
10. Jo també he dormit a l'alba

## Reedicions
El so directe original va ser substituït per gravacions d'estudi en posteriors edicions, incloent-hi totes les edicions en compact disc. La nova configuració és la següent:
1. Temps i temps
2. Despertar
3. Per un tros del teu cos
4. Cant miner
5. Cal que neixin flors a cada instant
6. Jo també he dormit a l'alba
7. Damunt d'una terra
8. Aquell vaixel
9. Jo sé
10. Somni

## Fitxa tècnica
- Editat per: Movieplay S-26030. LP. 1970 (reeditat per: Movieplay 17.0839/2 LP 1973, Fonomusic 892045/9 LP 1984, Dro 2002, Dro (DIGIPACK) 2006)
- Direcció musical: Francesc Burrull
- Arranjament de Respon-me: Zack Laurence
- Arranjaments de les altres cançons: Francesc Burrull
- Produït per: Joan Molas